# Lanyue
Lanyue (chinois : 揽月 ; pinyin : Lǎnyuè ; litt. « étreindre la Lune ») est un véhicule spatial et atterrisseur lunaire habité de l'Agence chinoise des vols spatiaux habités (CMSA), développé et construit par la Société de sciences et technologies aérospatiales de Chine (CASC). Lancé par une fusée Longue Marche 10, il est conçu pour déposer deux astronautes à la surface lunaire en fonctionnant de pair avec le véhicule habité Mengzhou chargé de l'aller-retour entre la Terre et l'orbite de la Lune.
Le véhicule spatial est composé de deux modules, un étage de propulsion et l'atterrisseur. Le vaisseau lunaire est lancé séparément du vaisseau transportant l'équipage. Les deux vaisseaux s'accouplent une fois arrivés en orbite lunaire. Les astronautes embarquent alors sur Lanyue. L'étage de propulsion de ce dernier qui a été chargé de l'insertion en orbite lunaire est de nouveau utilisé pour réduire la vitesse durant la descente vers la surface de la Lune mais il est largué au cours de celle-ci. L'atterrisseur, qui comporte l'habitacle pressurisé dans lequel séjournent les astronautes, est chargé de la phase finale de la descente puis du retour en orbite lunaire.
Développé dans le cadre du programme spatial de la Chine, Lanyue doit déposer les premiers astronautes chinois sur la Lune, initialement pour des séjours de courte durée. La première mission est prévue en 2030. Il doit ensuite assurer la desserte de la Station de recherche lunaire internationale (ILRS), un projet de base lunaire piloté par la Chine et prévu pour être construit au pôle sud de la Lune.

## Caractéristiques techniques
Lanyue a une masse au décollage de 26 tonnes. Comme le module lunaire Apollo, Lanyue comprend deux modules distincts dont un est utilisé uniquement pour la descente vers le sol lunaire. Mais contrairement au module Apollo, cet étage chargé du freinage est largué avant l'arrivée à la surface puis s'y écrase et la phase finale de la descente est prise en charge par la propulsion de l'atterrisseur,.

### Étage jetable
Cet étage prend en charge la première phase de freinage avant d'être largué par l'atterrisseur qui poursuit alors sa descente vers le sol lunaire pendant que l'étage s'écrase sur la Lune. Il est propulsé par un moteur unique d'une poussée de 8 tonnes.

### Atterrisseur
L'atterrisseur proprement dit est chargé de la phase finale de l'atterrissage, du séjour à la surface lunaire, puis du retour en orbite autour de la Lune. Il est conçu pour accueillir deux astronautes dans un habitacle pressurisé, l'énergie électrique est fournie par deux panneaux solaires. Il est également doté d'une écoutille pour l'amarrage en orbite lunaire avec le vaisseau Mengzhou, et d'une deuxième écoutille pour l'accès à la surface lunaire qui se fait via une échelle fixée sur l'un des quatre trains d'atterrissage. La propulsion principale est assurée par quatre moteur-fusée à ergols liquides YF-36 dont la poussée variable peut être modulée entre 1 500 et 7 500 Newtons,.

### Astromobile
Lanyue est conçu pour pouvoir emporter un astromobile (rover) d'une masse d'environ 200 kilogrammes qui peut transporter deux astronautes et est doté d'une autonomie de 10 kilomètres.

## Déroulement d'une mission
Alors que pour les missions Apollo, le vaisseau transportant l'équipage (Vaisseau Apollo) et le vaisseau chargé de se poser sur la Lune (module lunaire Apollo) sont lancés ensemble par la fusée géante Saturn V, le scénario de la mission chinoise qui s'appuie sur une fusée Longue Marche 9 beaucoup moins puissante (capacité d'injection en orbite lunaire de 27 tonnes contre 45 tonnes pour la Saturn V) impose l'envoi des deux vaisseaux par des lanceurs distincts.
Le vaisseau lunaire Lanyue est lancé par une fusée super lourde Longue Marche 10 qui décolle de la base de lancement de Wenchang située sur l'île d'Hainan et inséré dans une orbite de transfert vers la Lune. Arrivé à proximité de la Lune, il effectue une manœuvre pour s'insérer en orbite. Une manœuvre de rendez-vous spatial est réalisée avec le véhicule Mengzhou qui est également en orbite lunaire puis les deux vaisseaux s'amarrent ensemble. À partir de là, la mission se déroule en suivant peu ou prou l'architecture du rendez-vous en orbite lunaire. Deux des trois astronautes sont transférés dans l'atterrisseur lunaire puis les deux vaisseaux se séparent. La première phase de la descente vers la surface lunaire est prise en charge par l'étage de propulsion qui est largué une fois ses réservoirs vides et détruit en s'écrasant sur la Lune à bonne distance du site d'atterrissage. L'atterrisseur proprement dit dépose les astronautes à la surface lunaire pour un séjour de courte durée pendant lequel ils réalisent plusieurs sorties extravéhiculaires et explorent la surface à l'aide du rover lunaire. Lanyue décolle ensuite pour s'insérer de nouveau en orbite lunaire où il réalise un second rendez-vous avec le véhicule Mengzhou, à bord duquel les trois astronautes rentrent sur Terre,.